# Pius Ndiefi
Pius Ndiefi-Sielenu (Douala, 1975. július 5. –) kameruni válogatott labdarúgó.

## Sikerei, díjai
- Kamerun
  - Afrikai nemzetek kupája: 2000, 2002